# Гацос, Костас
Костас Гацос (греч.  Κώστας Γάτσος, 1920 — 26 марта 2002) — греческий коммунист, участник антифашистского Сопротивления (1941—1944), Гражданской войны в Греции (1946—1949).
Деятель Коммунистической партии Греции, четырежды избирался в Центральный комитет партии.

## Биография
Костас Гацос родился в 1920 году в селе Кастанери (до 1926 года Баровица) нома Килкис Центральной Македонии.
Село располагалось в 12 км северо-западнее города Гумениса и около 30 км к югу от границы с Сербским королевством.
Жители села представляли особый интерес для лингвистов.
Будучи по происхождению влахами, после начала греко-болгарской церковной схизмы, жители села в своём большинстве последовали за Болгарским экзархатом, в результате чего начался процесс их постепенной языковой трансформации, который в 1889 году был близок к завершению.
Теодор Капидан пишет что к 1909 году только старики говорили на влашском языке.
Это языковая особенность сыграла для К. Гацоса определённую роль в его будущей пропагандистской деятельности в рядах компартии Греции.

## В Греческом Сопротивлении
С началом тройной, германо-итало-болгарской, оккупации Греции (1941—1944), Гацос вступил в 1941 году в компартию Греции и в созданный греческими коммунистами Освободительный фронт (ЭАМ).
Организовал в своём селе партийную организацию и организацию ЭАМ.
Продолжил свою организационную деятельность в соседних сёлах.
Приложил особые усилия против вовлечения жителей славяноязычных сёл в созданную болгарскими оккупантами колаборационистскую организацию Охрана.
Ушёл в горы в 1943 году и вступил в подразделения народно-освободительной армии (ЭЛАС) в горах Пайко.
Отличился в боях и получил звание младшего лейтенанта.
После освобождения Греции в октябре 1944 года и британской военной интервенции в декабре наступил период т. н. «Белого террора», в ходе которого монархисты и бывшие коллаборационисты преследовали и терроризировали участников Сопротивления.
С 1945 года Гацос был вынужден скрываться в горах.

## Гражданская война
Продолжающийся террор привёл в середине 1946 года к Гражданской войне (1946—1949).
Зимой 1946 года Гацос выбрался в Югославию, где оставил свою семью, а затем вернулся в горы Пайко, где вступил в подразделения Демократической армии.
В начале 1947 года, во главе отдельного подразделения был направлен в Среднюю Грецию, где в звании майора принял командование молодёжным батальоном 144й бригады Демократической Армии.
С намечавшимся осенью 1949 года уходом основных сил Демократической армии в Албанию, получил приказ возглавить переход в Албанию одной из групп находившейся ещё в Средней Греции.
«Группа Гацоса» (74 человек, в основном раненных, а также несколько стариков, детей 10-15 лет и одной беременной женщины) выступила 3 октября.
Костас Кутманис, назначенный комиссаром группы, в своих мемуарах характеризует майора Гацоса «опытным командиром, спокойным и хладнокровным».
Забрав на своём пути ещё 50 бойцов ДАГ, группа Гацоса пересекла албанскую границу 28 октября 1949 года.
Сам Гацос был отправлен самолётом в Румынию, куда перешёл ЦК компартии Греции.
Бойцы его группы, вместе с сотнями других раненных бойцов ДАГ, были перевезены тайком в трюмах польского сухогруза «Костюшко» вокруг Европы в Гдыню, куда прибыли 11 января 1950 года.

## В эмиграции
Вместе с тысячами своих соратников Гацос оказался в политической эмиграции в далёком Ташкенте.
Первоначально работал на заводе, затем был направлен на учёбу в Высшую партийную школу в Москву.
Стал последовательно секретарём партийных организаций греческих политических эмигрантов в Ташкенте и в восточноевропейских социалистических странах.
Был избран членом Центрального комитета партии на VIII:637, IX, X и XI съездах партии.
На 17 м пленуме компартии в 1972 году в Будапеште, Гацос отмечен в группе трёх членов ЦК, убедивших генсека компартии К. Колиянниса подать в отставку, в пользу Х. Флоракиса.
C падением военной диктатуры в 1974 году, Гацос получил возможность вернуться на Родину.
Первоначально поселился с семьёй в Салониках, после чего переехал в Афины.
Умер в Афинах 26 марта 2002 года. Похоронен на 3 м афинском кладбище. На траурной церемонии присутствовала делегация ЦК компартии Греции.